# Salar (Granada)
Salar és un municipi de la província de Granada, situat en la comarca de Loja, molt prop de localitats com Huétor-Tájar, Loja, Alhama de Granada, Montefrío i Antequera (aquest últim en la província de Màlaga).
És un poble de poc més de 2.800 habitants, situat sobre el vessant d'una muntanya, en una petita inclinació, prop de l'autovia A-92, amb una tradició olivera, encara que els cereals, el blat de moro i l'espàrrec són també productes d'aquesta terra.